# Grønlands Politi
Grønlands Politi (grønlandsk: Kalaallit Nunaanni Politiit) på er navnet på politiet på Grønland.
Grønland udgør sin egen politikreds, Grønlands Politikreds (grønlandsk: Kalaallit Nunaata Politeeqarfia), der hører under Rigspolitiet.
Med et samlet areal på 2.166.086 km2 er det kongerigets arealmæssigt største politikreds, men med med en befolkning på cirka 56.000 er den befolkningsmæssigt den mindste.
Hovedstationen for Grønlands Politi er beliggende i Nuuk. Grønlands Politi er fordelt i to regioner; én region dækkende Qeqertalik, Avannaata og Qeqqata kommuner og én region dækkende Kujalleq og Sermersooq. Der er 18 lokalpolitistationer fordelt på de to regioner.
Grønlands Politi beskæftiger cirka 300 politifaglige medarbejdere. Hertil kommer administrativt personale.

## Anklagemyndigheden ved Grønlands Politi
Anklagemyndigheden har hjemsted på hovedstationen og fører straffesager ved Grønlands Landsret og Retten i Grønland begge beliggende i Nuuk.
Anklagemyndigheden ved Grønlands Politi er i modsætning til en dansk politikreds ikke organiseret i tre advokaturer, men arbejder alle bredt med anklagemyndighedens opgaver. Juristerne i anklagemyndigheden har tæt kontakt til både øverste ledelse og til resten af organisationen, hvilket giver en stor indsigt i politikredsens samlede opgaver og virke.
Anklagemyndigheden ved Grønlands Politi har omkring 9 medarbejdere.